# Kouvola
Kouvola est une ville du sud-est de la Finlande, à 134 km de la capitale Helsinki. Elle est officiellement capitale de la région de la Vallée de la Kymi, même si en pratique elle partage les activités administratives avec Kotka.
En janvier 2009, les six municipalités – Kouvola, Kuusankoski, Elimäki, Anjalankoski, Valkeala et Jaala – ont fusionné pour former la nouvelle municipalité de Kouvola.

## Géographie

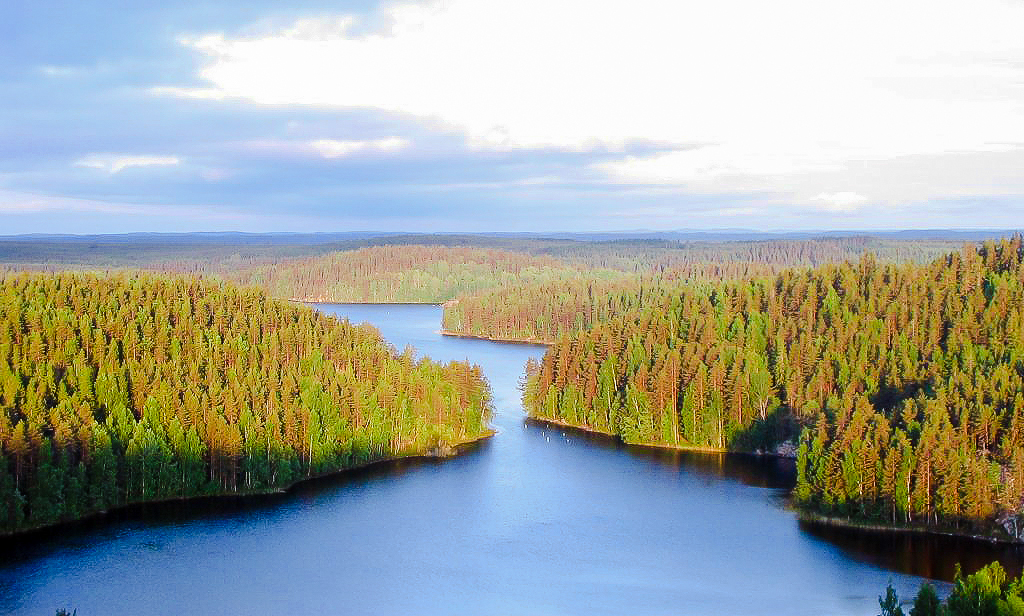
Le Parc national de Repovesi.

Le premier Salpausselkä divise le territoire de Kouvola en une zone boisée et aux nombreux lacs au nord et une partie méridionale peu lacustre, plus plate et plus agricole.
La majeure partie du territoire de la municipalité fait partie du bassin versant du Kymijoki.
Le fleuve Kymijoki s'écoule dans la commune depuis le Pyhäjärvi  jusqu'à Hirvikoskenhaara.
Le plus grand lac de Kouvola est le Vuohijärvi dans la partie nord, à travers lequel les eaux de la voie de Mäntyharju se jettent dans le Kymijoki.
Entre le premier et le deuxième Salpausselä, s'écoule la voie lacustre de Valkeala.
Kouvola est un nœud ferroviaire à proximité de la frontière russe et un centre commercial et administratif à proximité des grandes usines de pâte à papier qui bordent la Kymijoki.
On y trouve aussi un des principaux hippodromes du pays, théâtre chaque année en juin du Kymi Grand Prix.
Elle est bordée par les communes d'Elimäki, Kuusankoski et Valkeala.
Kouvola est traversée par la nationale 15, la nationale 26 et par la route nationale 12.

## Population
Fin 2019, Kouvola comptait 82 113 habitants, dont 70 023 vivaient dans une agglomération.
| # | Agglomération                 | Habitants (31.12.2019) |
| - | ----------------------------- | ---------------------- |
| 1 | Centre-ville                  | 47 391                 |
| 2 | Valkeala                      | 5 863                  |
| 3 | Myllykoski                    | 5 714                  |
| 4 | Inkeroinen                    | 4 656                  |
| 5 | Koria                         | 3 948                  |
| 6 | Village d'Elimäki             | 1 252                  |
| 7 | Village de Jaala              | 580                    |
| 8 | Utti                          | 390                    |
| 9 | Zone de la gare de Kaipiainen | 229                    |

### Démographie
Depuis 1980, la démographie de Kouvola a évolué comme suit, :
| Année      | 1980   | 1985   | 1990   | 1995   | 2000   | 2005   |
| ---------- | ------ | ------ | ------ | ------ | ------ | ------ |
| Population | 94 529 | 95 022 | 94 352 | 94 138 | 91 550 | 89 924 |
| Année      | 2010   | 2015   | 2020   |        |        |        |
| Population | 88 072 | 86 283 | 81 808 |        |        |        |

## Administration

### Découpage administratif
Kouvola est divisé en districts subdivisés en quartiers:

### Conseil municipal
Les 59 sièges du conseil municipal de Kouvola sont répartis comme suit:
| Parti                            | Parti                              | Sièges 2021–2025 |
| -------------------------------- | ---------------------------------- | ---------------- |
|                                  | Parti social-démocrate de Finlande | 13               |
|                                  | Parti de la Coalition nationale    | 15               |
|                                  | Alliance de gauche                 | 2                |
|                                  | Vrais Finlandais                   | 13               |
|                                  | Ligue verte                        | 4                |
|                                  | Chrétiens-démocrates               | 3                |
|                                  | Parti du centre                    | 8                |
|                                  | Mouvement maintenant               | 1                |
| Sources : tulospalvelu.vaalit.fi |                                    |                  |

## Histoire
Le vieux mot finnois "kouvo" nomme diverses créatures maléfiques dans le folklore finlandais: ours, fantôme, loup, pou out oiseau hurlant.
Avant 2009, le nom désignait le quartier de l'ancienne ville de Kouvola, qui est le centre de la ville actuelle.
Le village de Kouvola serait habité depuis le Moyen Age, et il aurait appartenu tour à tour aux paroisses de Hollola, Iitti et Valkeala.
Le développement réel De Kouvola a commencé que dans les années 1870, lorsque le chemin de fer Riihimäki – Saint-Pétersbourg a été construit et une gare est construite sur le site de la future Kouvola (1875).
Dans la décennie suivante, le chemin de fer de Savonie a été construit au nord de Kouvola et le chemin de fer Kotka-Kouvola.
C'est ainsi que la gare de Kouvola est devenue l'une des gares de passage les plus fréquentées de Finlande.

### Bourg et Ville

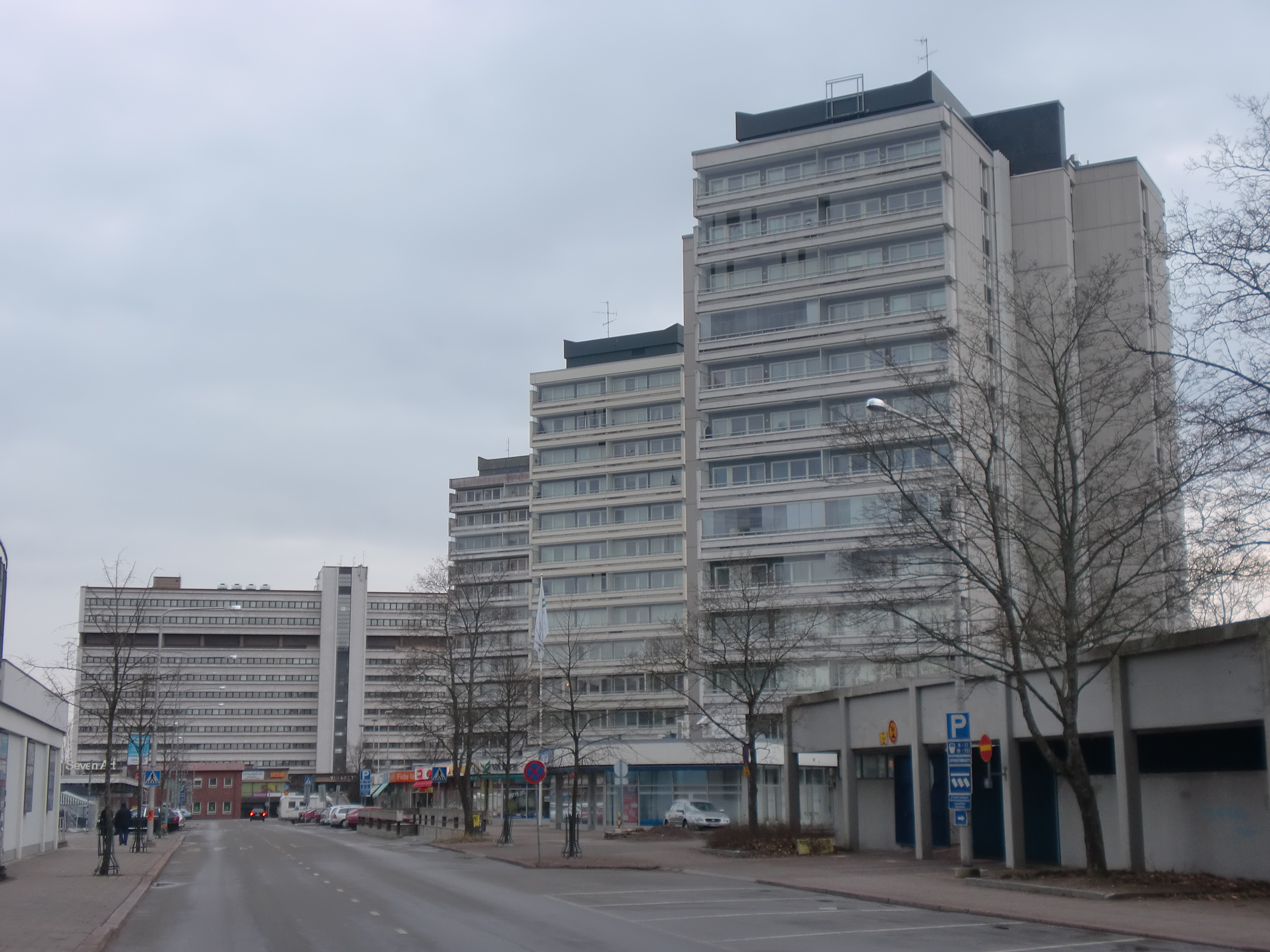
Le centre administratif.

Armoiries de Kouvola en 1952-2008.

Une garnison russe s'installe à proximité en 1910, accélérant le développement de la petite ville. En 1922, la grande municipalité de Valkeala est scindée en plusieurs parties dont l'une devient Kouvola.
Kouvola est rattachée à la province de Viipuri durant les années 1922-1945.
Elle a reçu des droits commerciaux en 1923.
Les raids aériens de la guerre d'Hiver dévastent totalement la cité, mais la reconstruction est rapide après la guerre de Continuation. La commune est proclamée ville dès 1960.
Les armoiries de Kouvola à l'époque comportaient deux clés rouges croisées sur fond noir et argent, ce qui décrit la position clé de la ville en tant que plaque tournante du trafic.
Dans les années 1955-1997, Kouvola était la capitale de la province de Kymi.
Le parc immobilier de Kouvola est une architecture massive en béton des années 1960-1970, comme l'attestent les tours et l'hôtel de ville de Kouvola.

### Rattachements
En 1922, Kouvola, extraite de la municipalité de Valkeala, comprenait seulement une petite zone autour du centre-ville actuel, des deux côtés de la voie ferrée.
Sa superficie s'est légèrement agrandie en 1939, lorsque les territoires de Käpylä et Kotiharju y ont été ajoutés en les prenant à Valkeala.
En 1950, la vaste zone comprenant Tornionmäki, Viitakumpu et Palokangas a été ajoutée a la commune.
En 1956, La zone entre Ravikyla et Käyrälampi a été jointe à Kouvola, en plus des zones de Kellomäki et Tantari.
En 1966, entre autres, les territoires de Rekola, Eskolanmäki, Lehtomäki, Tykkimäki et Korjala ont été rattachées à Kouvola.
En 1985, la partie au nord de la Valtatie 6 dans le territoire de Korjala a été rendue à Kuusankoski, tandis que la zone riveraine du Kymijoki au sud de la voie ferrée Lahti-Kouvola et les terres entre Ravikylä et Valkealanväylä ont été ccédées par Kuusankoski à Kouvola.
Les dernières cessions à Kouvola avant la fusion municipale de 2009 ont eu lieu en 1991, lorsque des zones de la rive nord du Kymijoki, du côté sud de Vahteronmäki, entre Lehtomäki et Valkealanväylä et du côté est de Tykkimäki ont été transférées de Valkeala à Kouvola,.

### Fusion municipale de 2009
Le 31 décembre 2008, l'ancienne ville de Kouvola a été dissoute et fusionnée avec Anjalankoski, Elimäki, Jaala, Kuusankoski et Valkeala pour former la nouvelle commune de Kouvoka à partir du 1er janvier 2009,.

## Économie

### Principales entreprises
En 2022, les principales entreprises de Kouvola par chiffre d'affaires sont :
| Société                  | C.A.   |
| ------------------------ | ------ |
| Kymen Seudun Osuuskauppa | 441 M€ |
| Stora Enso Ingerois Oy   | 230 M€ |
| Autosalpa Kouvola        | 170 M€ |
| Jatke Oy                 | 129 M€ |
| Varte Oy                 | 115 M€ |
| Kymenlaakson Sähkö Oy    | 89 M€  |
| KSS Energia Oy           | 88 M€  |
| Lumon Suomi              | 81 M€  |
| Woikoski Oy              | 65 M€  |
| Lumon Oy                 | 61 M€  |

### Employeurs
En 2022, ses plus importants employeurs sont:
| Employeur                | Employés |
| ------------------------ | -------- |
| Kymen Seudun Osuuskauppa | 401      |
| Lumon Suomi              | 346      |
| Lumon Oy                 | 263      |
| Stora Enso Ingerois Oy   | 222      |
| Woikoski Oy              | 194      |
| Autosalpa Kouvola        | 191      |
| Jatke Oy                 | 157      |
| Fimpec Engineering Oy    | 143      |
| Kaakkois-Suomen Tieto Oy | 121      |
| Varte Oy                 | 109      |

## Transports

### Transports ferroviaires
La gare de Kouvola est desservie par, entre-autres, les trains régionaux de Lahti–Kouvola–Kotka Z et O.

### Transports routiers
Kouvola est traversée par la route nationale 6 (Koskenkylä-Kouvola-Lappeenranta-Joensuu-Kajaani) et la route nationale 15 (Kotka- Kouvola-Mikkeli).
La route nationale 12 (Rauma-Tampere-Lahti-Kouvola) s'y termine.
La route nationale 6 passait autrefois par le centre-ville, mais en 1978, une voie de contournement du centre-ville par le nord a été achevée.
Kouvola est aussi traversée par la route principale 46 et par les routes régionales 357 (Kouvola-Kotka), 368 (Valkeala-Uutela), 369 (Jaala-Kouvola), 371 (Hamina-Kouvola), 359 (Anjala-Kouvola), 360 (Iitti-Kouvola), 362 (Iitti-Kouvola), 363 (Vierumäki-Jaala) et 377 (Savitaipale-Kouvola).

### Transports interurbains
| Trajet                       | Distance | Durée min. | Moyen |
| ---------------------------- | -------- | ---------- | ----- |
| Kouvola-Helsinki             | 138 km   | 2 h 10     | bus   |
| Kouvola-Helsinki             | 130 km   | 1 h 16     | train |
| Kouvola-Heinola-Jyväskylä    | 214 km   | 3 h 15     | bus   |
| Kouvola-Riihimäki-Oulu       | 214 km   | 6 h 54     | train |
| Kouvola-Pieksämäki-Jyväskylä | 365 km   | 2 h 31     | train |
| Kouvola-Viipuri              | 150 km   | 1 h 11     | train |
| Kouvola-Saint-Pétersbourg    | 285 km   | 2 h 20     | train |

### Transport aérien
L'aéroport le plus proche de Kouvola assurant un transport de passagers, est l'aéroport de Lappeenranta à environ 85 kilomètres.
L'aéroport d'Helsinki-Vantaa est à environ 130 kilomètres.

## Lieux et monuments

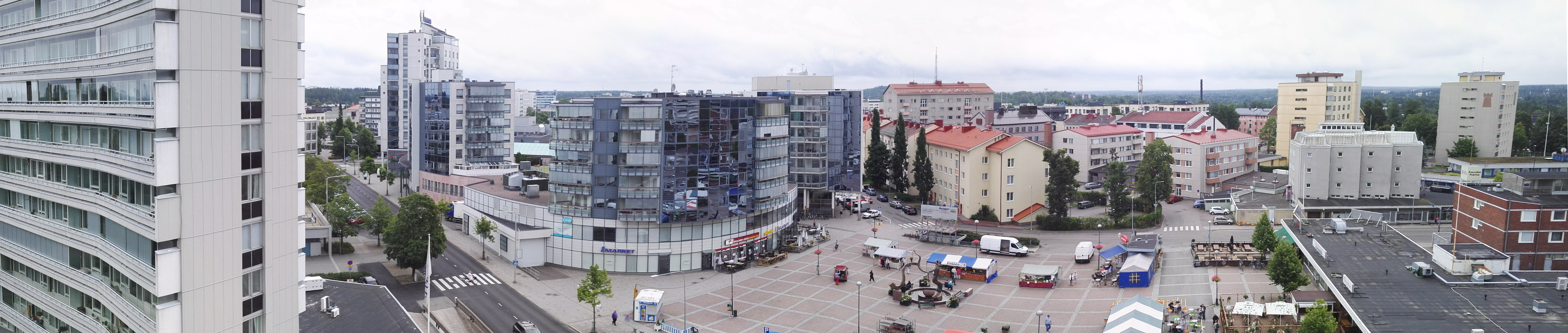
Vue du centre de Kouvola et de la tour Hansa.

| Carte de lieux et monuments de Kouvola              |
| Carte interactive de lieux et monuments de Kouvola. |

### Musées
- Parc culturel d'Ankkapurha
- Musée des trains miniatures (fi)
- Musée d'art de Kouvola (fi)
- Musée industriel d'Ankkapurha
- Musée scolaire (fi)
- Musée de la pharmacie
- Quartier musée de Kaunisnurmi (fi)
- Musée de Verla
- Putkiradiomuseo

### Églises
- Église centrale de Kouvola
- Église de Myllykoski
- Église de Käpylä,
- Église orthodoxe de Kouvola
- Église d'Elimäki
- Église d'Anjala
- Église de Valkeala
- Église d'usine d'Inkeroinen
- Église Sainte-Ursule à Kouvola
- Église de Sippola
- Église de Koria
- Église de Kuusankoski
- Église de Voikkaa

### Autres
- Forteresse d'Utti
- Forteresse de Liikkala
- Mairie de Kouvola
- Manoir d'Anjala
- Arboretum Mustila
- Lac Vuohijärvi
- Ankkapurha
- Gare ferroviaire de Kouvola
- Théâtre de Kouvola (fi)
- Parc de loisirs de Tykkimäki
- Station de ski de Mielakka
- Parc national de Repovesi
- Manoir de Moisio
- Centre commercial Veturi
- Manoir de Sippola

| Carte de lieux et monuments de Kouvola              |
| Carte interactive de lieux et monuments de Kouvola. |

## Jumelages
| Ville | Ville        | Pays | Pays      | Période                   |
| ----- | ------------ | ---- | --------- | ------------------------- |
|       | Balatonfüred |      | Hongrie   |                           |
|       | Hagen        |      | Allemagne | 1963-2009                 |
|       | Mülheim      |      | Allemagne |                           |
|       | Vologda      |      | Russie    | depuis le 26 février 2010 |

## Galerie

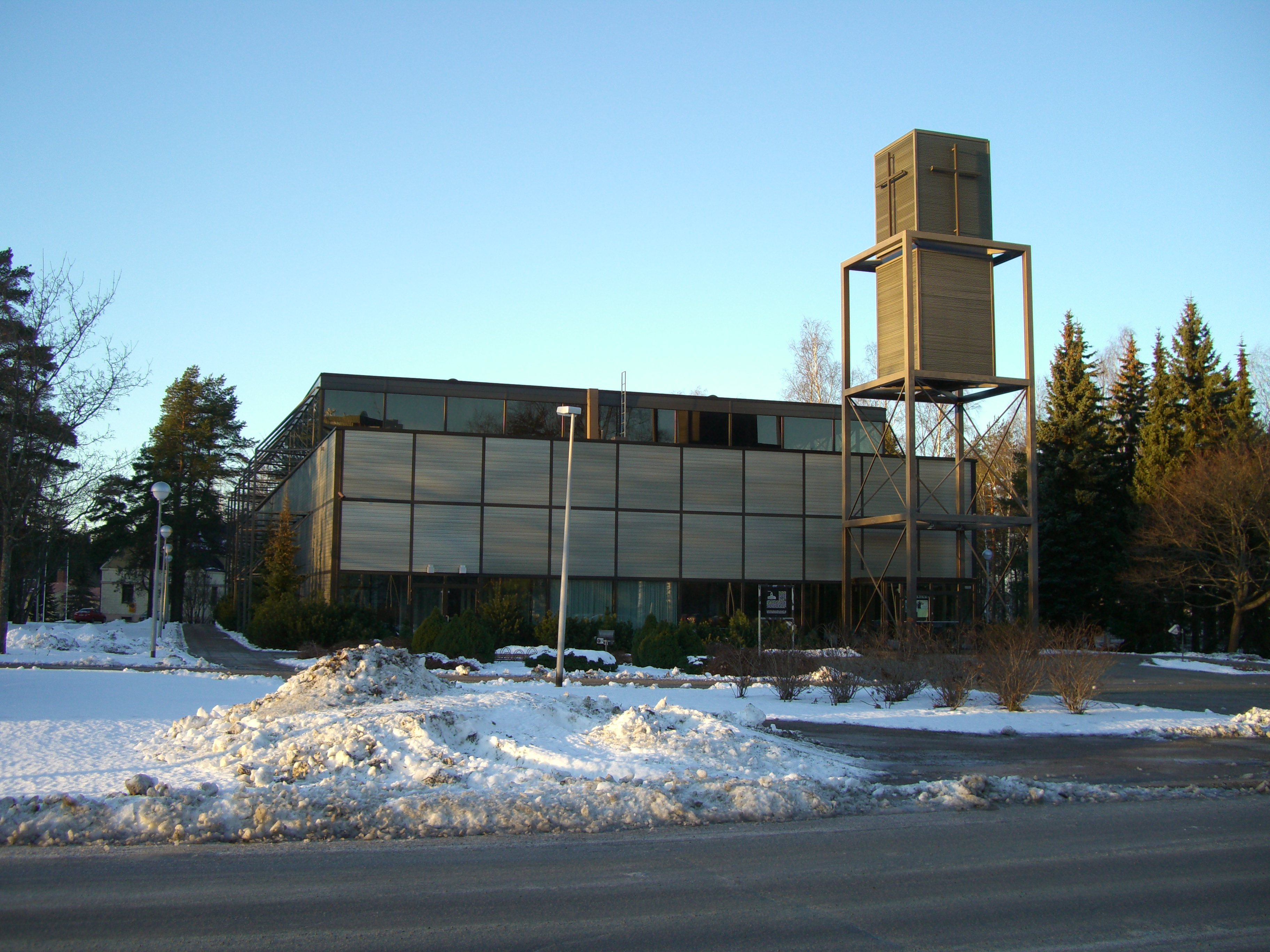
Église centrale de Kouvola.
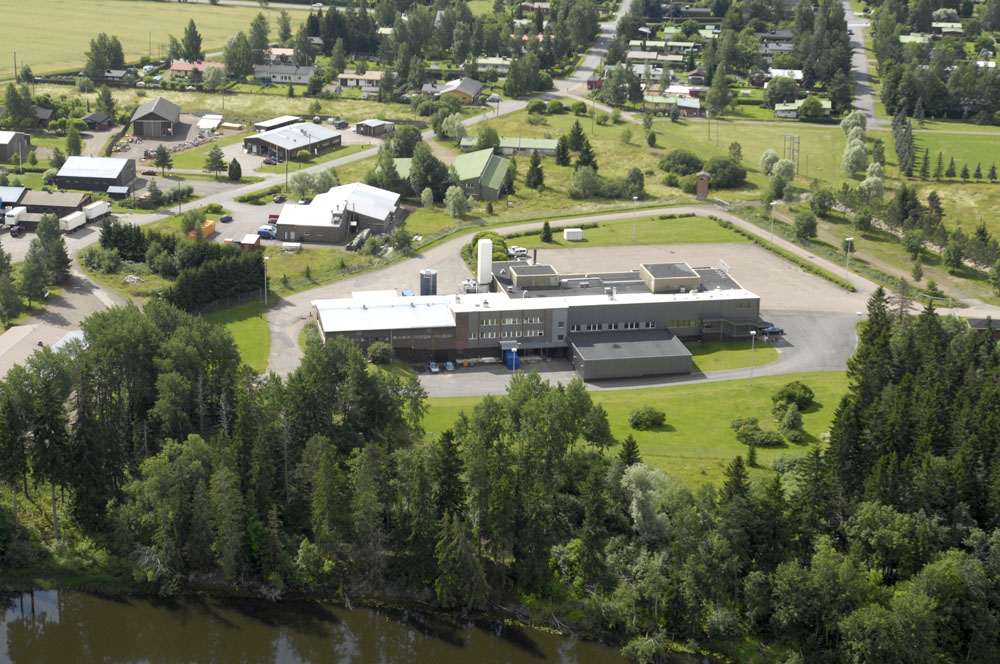
Usine Kaslink.
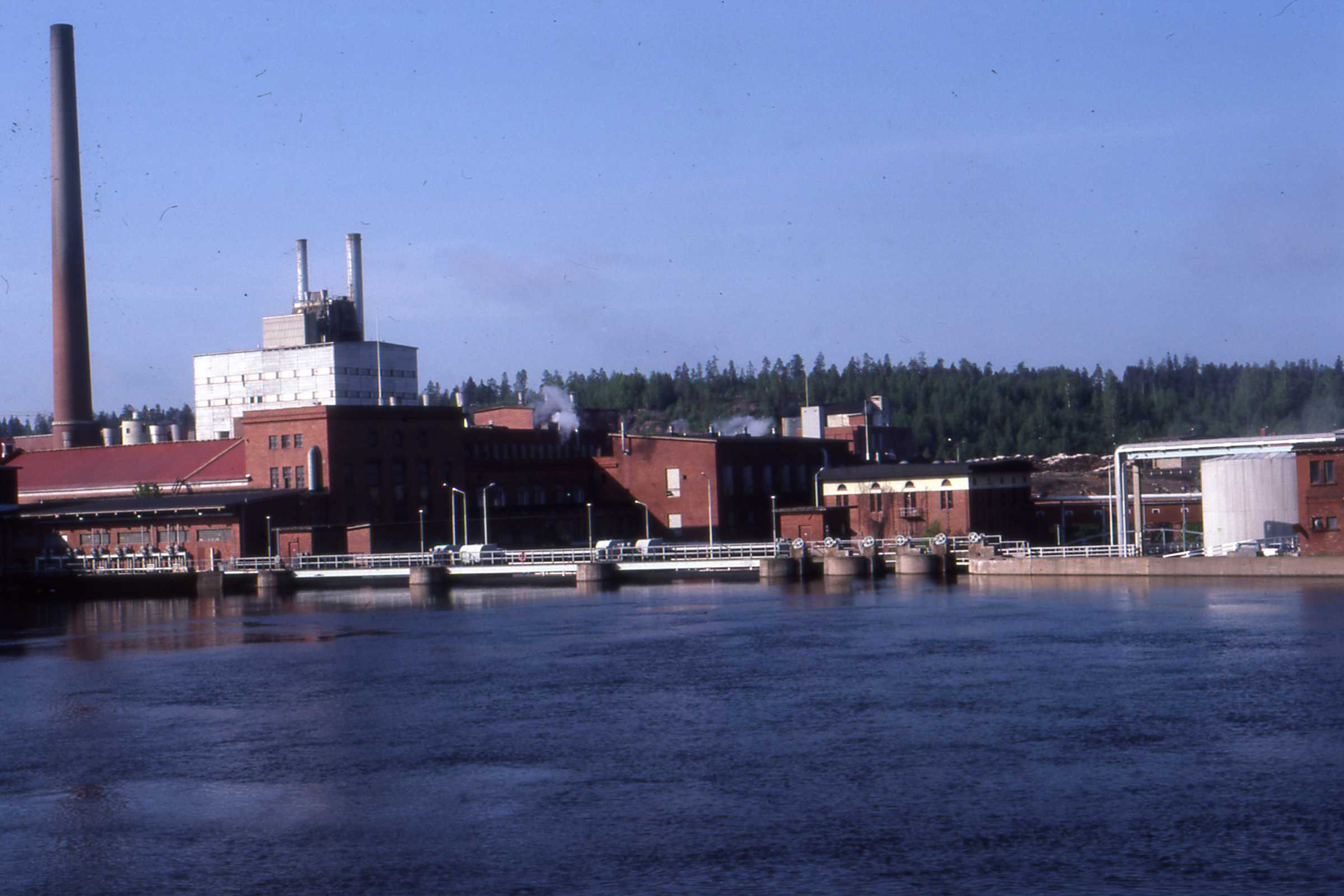
Papeterie de Kuusankoski.
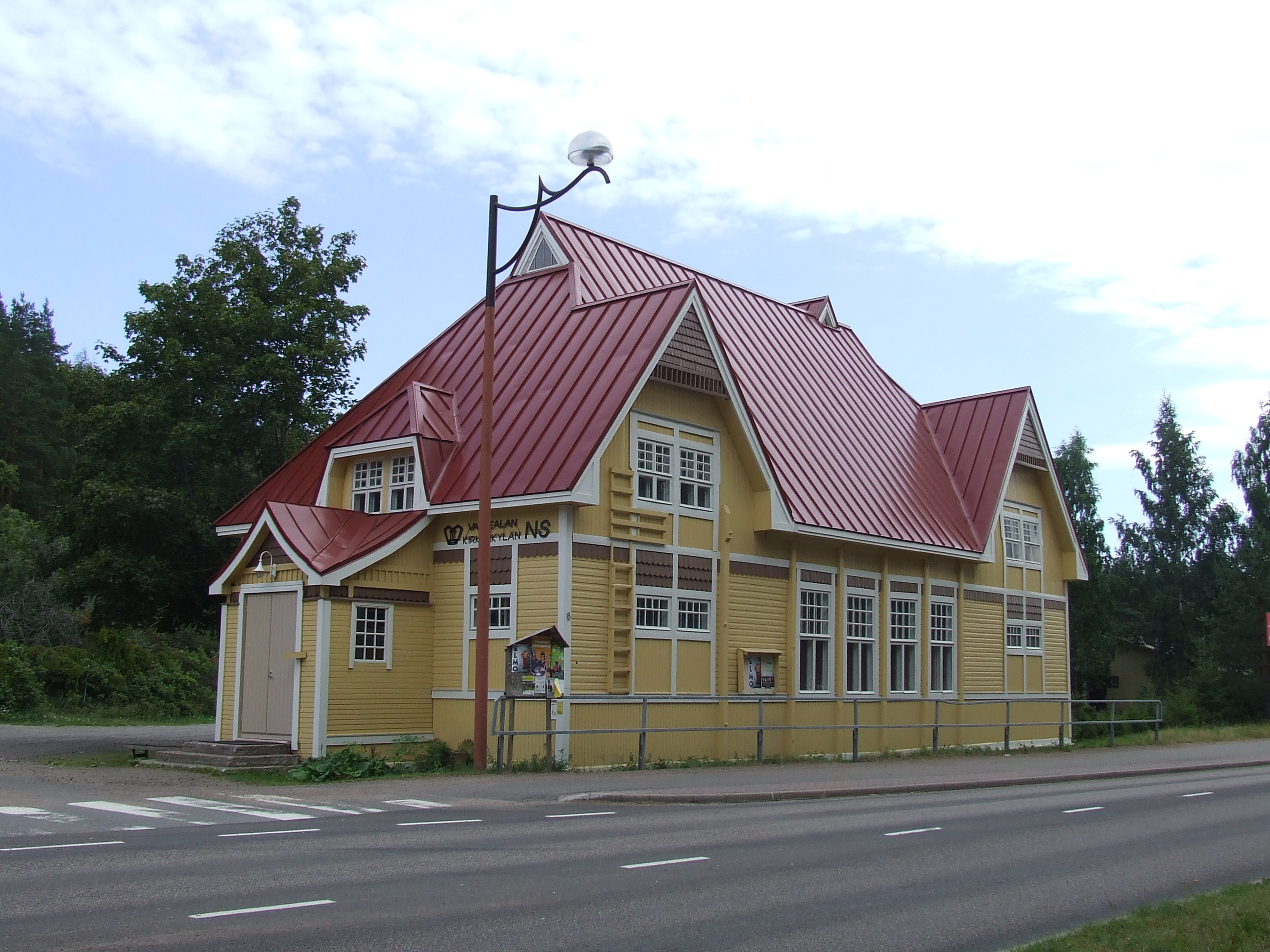
Maison des jeunes de Valkeala.
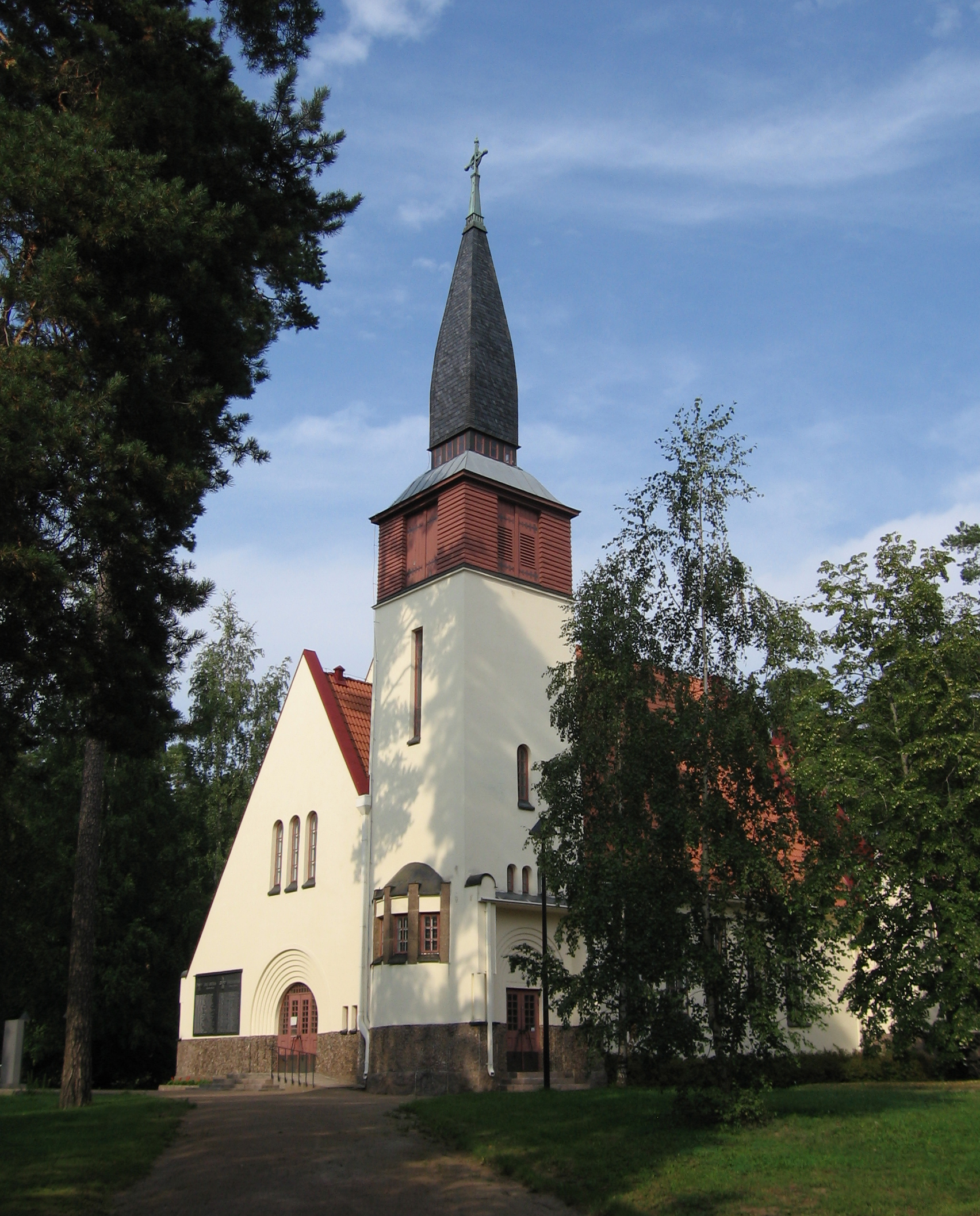
Église d'Inkeroinen.
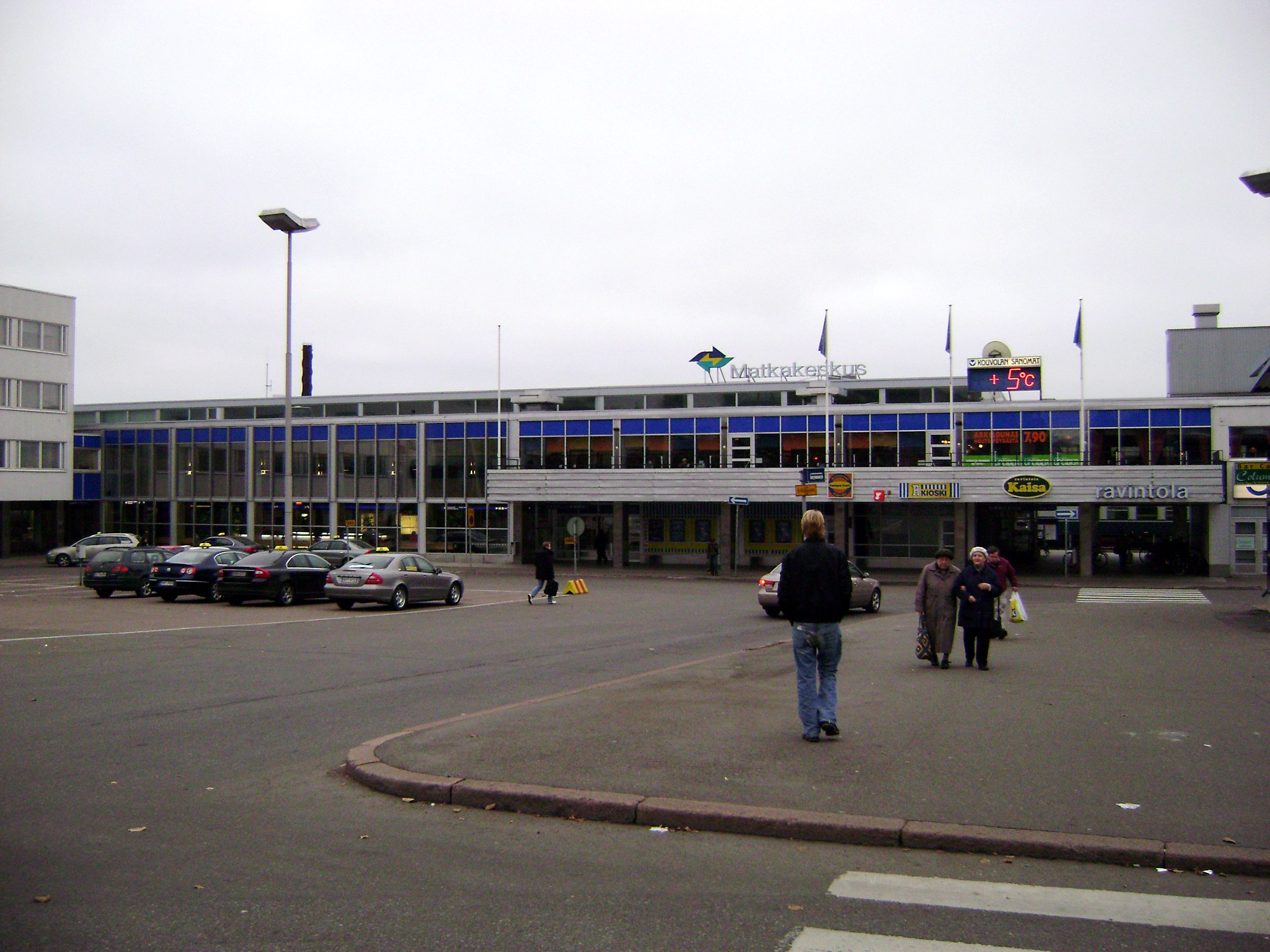
Gare de Kouvola.
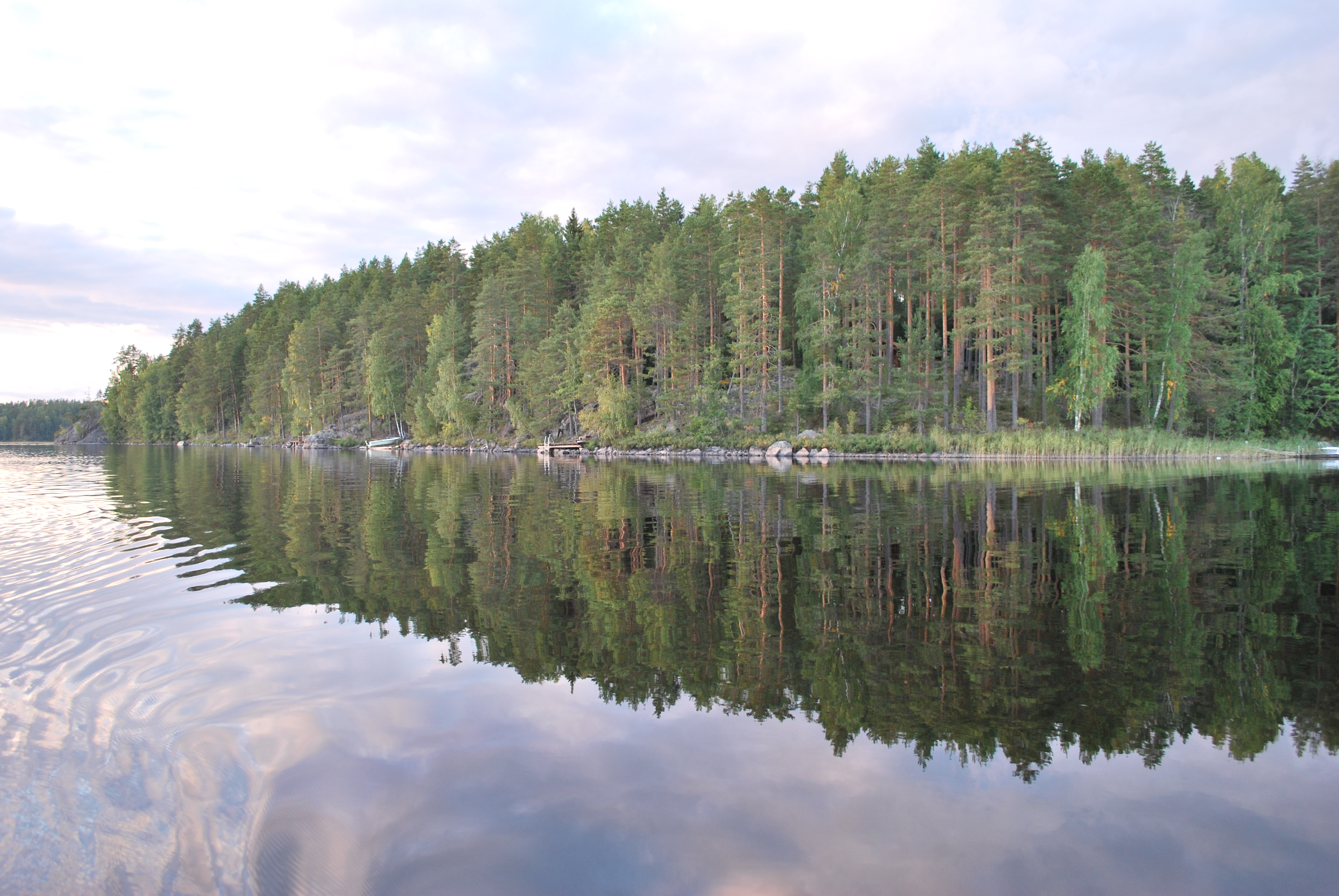
Le lac Repovesi.
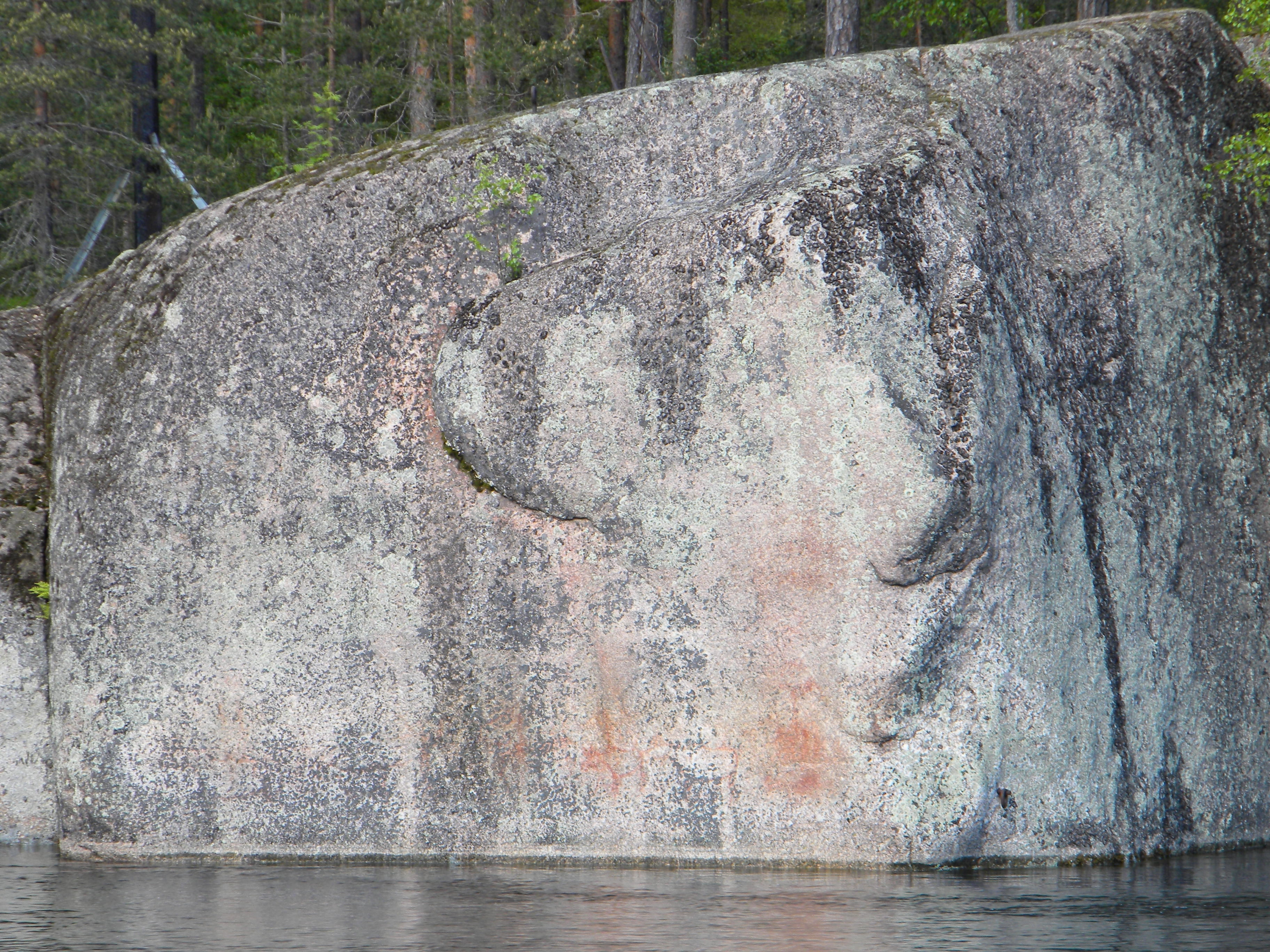
Peintures murales à Valkeala (âge de la pierre).

## Personnalités

### Kouvola
| - Arto Bryggare, coureur de haies - Toni Gardemeister, pilote de rallye - Niilo Halonen, sauteur - Pietari Inkinen, chef d'orchestre - Ari Koivunen, chanteur | - Ville Nousiainen, skieur - Olli Partanen, lanceur de disque - Hannu Salama, écrivain - Timo Susi, joueur de hockey |

### Kuusankoski
| - Arvo Askola, athlète - Kaj Chydenius, musicien et compositeur - Sami Hyypiä, footballeur - Lasse Johansson, sauteur - Aulis Kallakorpi, sauteur | - Aki Kaurismäki, académicien - Mika Kaurismäki, réalisateur - Ari Koivunen, chanteur - Jari Lindström, homme politique - Tarja Turunen, chanteuse |

### Valkeala
| - Visa Hongisto, sprinteur - Elina Knihtilä, comédienne | - Vili Sopanen, joueur de hockey - Roope Tonteri, snowboardeuse |